# Kanton Montrevel-en-Bresse
Montrevel-en-Bresse is een voormalig kanton van het Franse departement Ain. Het kanton maakte deel uit van het arrondissement Bourg-en-Bresse. Het werd opgeheven bij decreet van 13 februari 2014, met uitwerking op 22 maart 2015. Alle gemeenten werden 
opgenomen in het nieuwe kanton Attignat.

## Gemeenten
Het kanton Montrevel-en-Bresse omvatte de volgende gemeenten:
- Attignat
- Béréziat
- Confrançon
- Cras-sur-Reyssouze
- Curtafond
- Étrez
- Foissiat
- Jayat
- Malafretaz
- Marsonnas
- Montrevel-en-Bresse (hoofdplaats)
- Saint-Didier-d'Aussiat
- Saint-Martin-le-Châtel
- Saint-Sulpice